# Theo Bos (futbolista)
Theo Bos (Nimega, Holanda, 5 de octubre de 1965 - 28 de febrero de 2013) fue un futbolista y entrenador holandés.

## Trayectoria

### Como jugador
Bos jugó durante toda su carrera como jugador en el Vitesse Arnhem, disputando un total de 369 partidos en 15 temporadas con el club.

### Como entrenador
Theo Bos comenzó su carrera como entrenador del FC Den Bosch, equipo que dirigió desde 2005 hasta 2009. Ese año, volvió al conjunto en el que había jugado durante toda su trayectoria como jugador, el Vitesse. No obstante, en 2010, fue rescindido de su contrato por el empresario georgiano Merab Jordania, quien había comprado el club ese mismo año.
En enero de 2011, Józef Wojciechowski, presidente del KS Polonia Varsovia, lo fichó para ejercer de primer entrenador. Sin embargo, fue despedido en marzo del mismo año tras su derrota por 0-1 contra el Zagłębie Lubin.
Durante la temporada 2011-12, entrenó al FC Dordrecht, equipo de la primera división neerlandesa. Esto se debió a que el hasta entonces entrenador Henny Lee había dejado el conjunto para entrenar al FC Utrecht. En enero de 2012 se vio obligado a dejar de dirigir el equipo durante un tiempo indefinido a causa del cáncer pancreático que le había sido diagnosticado. A pesar de que, al parecer, Theo iba a retomar su cargo al mando del equipo, el 14 de julio de 2012 se anunció que el exfutbolista no volvería al banquillo por motivos relacionados con su enfermedad.
Finalmente, Bos falleció el 28 de febrero de 2013 a causa del cáncer que le había sido diagnosticado un año antes. En ese momento tenía 47 años.